# Sei bellissima - Best of Loredana Bertè
Sei bellissima - Best of Loredana Bertè è una raccolta di Loredana Bertè, pubblicata nel 2004 dalla Sony Music.

## Il disco
L'album, che ha venduto 50 000 copie e ottenuto il disco d'oro, raccoglie venticinque brani (gli ultimi tre sono in versione portoghese, non spagnola come viene erroneamente riportato sulla confezione), di cui alcuni registrati da studio e alcuni live, su due CD.

## Tracce
1. Mare d'Inverno
2. Non Sono Una Signora (Live)
3. Luna
4. E la Luna Bussò (Live)
5. Acqua
6. Ninna Nanna (Live)
7. Tigre E il Cantautore
8. Dedicato (Live)
9. Zona Venerdì
10. In Alto Mare (Live con Renato Zero)
11. Un'automobile Di Trent'anni
12. Jazz
13. Fotografando
14. Curiosità
15. Pelle Dell'orso
16. Sei Bellissima (Live)
17. Stiamo Come Stiamo (Live con Mia Martini)
18. Amici Non Ne Ho (Live)
19. Portami con Te
20. Ragazzo Mio
21. Voglio Di Più (Live)
22. Pomeriggi
23. Così Ti Scrivo
24. Quanto Costa Dottore
25. Topazio (Con Djavan)
26. Samurai [Versione portoghese]
27. Seduzir (Una Favola Trascina il Mondo) [Versione portoghese]
28. Lilas (Banda Clandestina) [Versione portoghese]